# شنگ سونگ
شنگ سونگ (انگلیسی: Shang Tsung) (尚宗 - پین‌یین: shàng zōng) یکی از شخصیت‌های ساختگی مجموعه بازی ویدئویی مورتال کامبت است که از اولین قسمت مجموعه به عنوان یکی از شخصیت‌های اصلی و غول آخر در این بازی حضور داشت. شنگ سونگ یک جادوگر اهریمنی با قدرت تغییر قیافه می‌باشد. شنگ سونگ سالیان دراز به عنوان جادوگر شخصی و دست راست ابرشرور اصلی این سری، یعنی شائو کان به وی خدمت کرد و همین باعث شد تا توسط او تبدیل به یک جادوگر آزاد شود و بتواند به جهان‌های مختلف به صورت مخفیانه سفر کند. او رقیب اصلی و دشمن دیرینهٔ شخصیت لیو کانگ به‌شمار می‌رود.